# Порсгрунн
Порсгрунн (норв. Porsgrunn) — місто у фюльке Телемарк, Норвегія, адміністративний центр комуни Порсгрунн.
Агломерація Порсгрунна та Шієна є сьомою за величиною в Норвегії.

## Загальна інформація
Назву «Porsgrund» вперше згадує 1576 року письменник Педер Клауссен Фріїс у роботі Стосовно Норвезького Королівства. До 1931 року назва читалася як Порсгрунд.
Герб був дарований 16 січня 1905 року. Срібна стрічка посередині — це річка, що протікає через місто. У верхній частині — срібляста гілка болотного мирта на червоному тлі; сріблястий якір на синьому тлі в нижній частині символізує важливість місцевого порту.

## Промисловість
Порсгрунн є важливим промисловим центром з підприємствами:
- Norsk Hydro (видобуток магнію)
- Elkem (кремній)
- Yara International (азотні добрива)
- Porsgrund Porcelænsfabrik (порцеляна)
- Renewable Energy Corporation (продукція сонячної енергетики)
- Isola (будівельні матеріали, покрівля)
- Norcem
- Eramet

## Джерело
- Porsgrunn, Norway

| Норвегія | Це незавершена стаття з географії Норвегії. Ви можете допомогти проєкту, виправивши або дописавши її. |